# A Division 1960-1961 (Irlanda)
La stagione 1960-1961 è stata la quarantesima edizione della League of Ireland, massimo livello professionistico del calcio irlandese.

## Classifica finale
|  |     | Classifica finale 1960-1961 | Pt | G  | V  | N | P  | GF | GS | DR  |  |
|  | --- | --------------------------- | -- | -- | -- | - | -- | -- | -- | --- |  |
|  | 1.  | Drumcondra                  | 33 | 22 | 16 | 1 | 5  | 59 | 21 | +38 |  |
|  | 2.  | St Patrick's                | 32 | 22 | 14 | 4 | 4  | 43 | 28 | +15 |  |
|  | 3.  | Waterford                   | 29 | 22 | 12 | 5 | 5  | 45 | 33 | +12 |  |
|  | 4.  | Cork Celtic                 | 26 | 22 | 11 | 4 | 7  | 52 | 31 | +21 |  |
|  | 5.  | Dundalk                     | 26 | 22 | 12 | 2 | 8  | 43 | 37 | +6  |  |
|  | 6.  | Shamrock Rovers             | 25 | 22 | 9  | 7 | 6  | 40 | 29 | +11 |  |
|  | 7.  | Limerick                    | 24 | 22 | 10 | 4 | 8  | 35 | 27 | +8  |  |
|  | 8.  | Shelbourne                  | 19 | 22 | 7  | 5 | 10 | 43 | 41 | +2  |  |
|  | 9.  | Cork Hibernians             | 18 | 22 | 5  | 8 | 9  | 30 | 42 | -12 |  |
|  | 10. | Transport                   | 14 | 22 | 6  | 2 | 14 | 27 | 39 | -12 |  |
|  | 11. | Bohemians                   | 12 | 22 | 4  | 4 | 14 | 25 | 52 | -27 |  |
|  | 12. | Sligo Rovers                | 6  | 22 | 1  | 4 | 17 | 35 | 97 | -62 |  |

### Verdetti
- Drumcondra campione d'Irlanda 1960-1961.
- Drumcondra qualificato alla Coppa dei Campioni 1961-1962.
- Saint Patrick's Athletic qualificato in Coppa delle Coppe 1961-1962.

## Statistiche

### Squadre
- Maggior numero di vittorie:  Drumcondra (16)
- Minor numero di sconfitte:  St Patrick's (4)
- Migliore attacco:  Drumcondra (59 gol fatti)
- Miglior difesa:  Drumcondra (21 gol subiti)
- Miglior differenza reti:  Drumcondra (+38)
- Maggior numero di pareggi:  Cork Hibernians (8)
- Minor numero di pareggi:  Drumcondra (1)
- Maggior numero di sconfitte:  Sligo Rovers (17)
- Minor numero di vittorie:  Sligo Rovers (1)
- Peggiore attacco:  Bohemians (25 gol fatti)
- Peggior difesa:  Sligo Rovers (97 gol subiti)
- Peggior differenza reti:  Sligo Rovers (-62)

### Capocannoniere
|  | Gol | Marcatore     | Squadra    |
|  | --- | ------------- | ---------- |
|  | 29  | Dan McCaffrey | Drumcondra |